# Into Saxelin

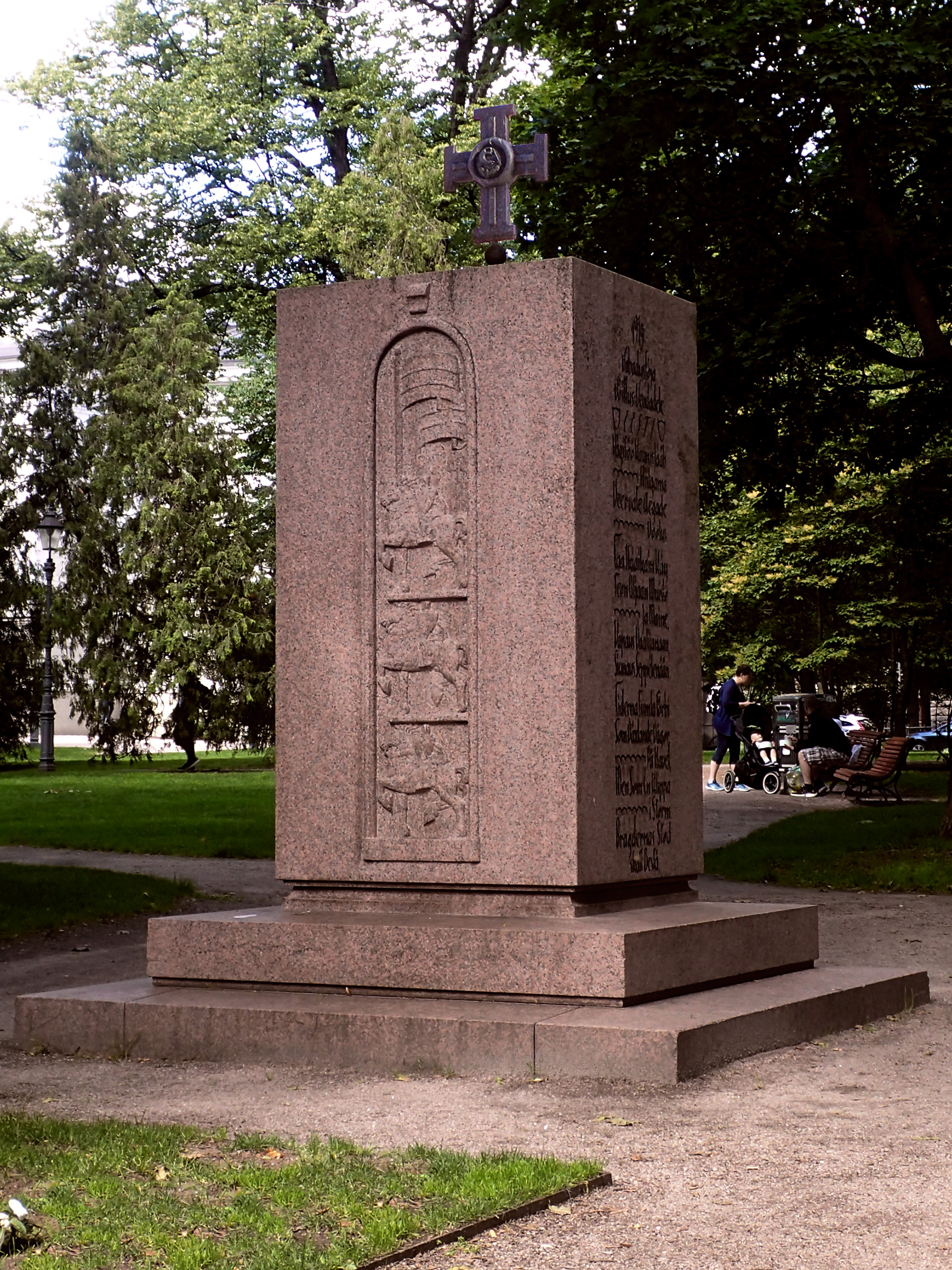
Monumentet över de finländare som stupade i Estlands frihetskrig (1923).

Into Ilmari Saxelin, född 11 juli 1883 i Tavastehus, död 25 maj 1927 i Paris, var en finländsk skulptör. 
Bland Saxelins arbeten märks, utom miniatyrskulpturer, gravmonumentet över de finländare som fallit i Estlands frihetskrig (Helsingfors 1923, tillsammans med Johan Sigfrid Sirén), frihetsstatyn i Uleåborg (1920, jämte Erik Bryggman) och en känsligt gjord flickgestalt i granit i en park vid Stockholmsgatan i Helsingfors (uppställd 1948).